# Hjarnø Kirke
Hjarnø Kirke under Hjarnø Sogn, Hedensted Provsti og Haderslev Stift på øen Hjarnø i Horsens Fjord er formodentlig fra 1500-tallet. Den er beliggende øst for færgelejet. Oprindelig var kirken uden tårn, men i 1877 tilføjedes et lille bindingsværkstårn på kirken. I spiret hænger kirkeklokken, som er fremstillet omkring 1425 og bærer indskriften:
"Help Maria – Paulus nis eskel"
Den hvidkalkede kirke opført af kampesten er ombygget flere gange, bl.a. efter en brand i 1804, og det er derfor vanskeligt at fastsætte dens nøjagtige alder, men den er senest fra slutningen af middelalderen.
Over kirkens eneste indgang på nordsiden er der en rundbue, som ikke ses på grund af det lave loft på det senere tilbyggede våbenhus. I våbenhuset findes en gravspade, hvis skaft er lavet af pastor Fenger i Glud omkring 1940. I skaftet er der indskåret symboler for ordene ved jordpåkastelse, en vintergæk, et kors og en opgående sol.
Kirkerummet med 50 siddepladser blev tidligere opvarmet om vinteren af en kakkelovn. Koret er forholdsvis stort. Her står den gamle døbefont af granit fra 1100- eller 1200-tallet, hvis hulning dækkes af en træramme om et smukt, gammelt døbefad. Fontens alder tyder på, at der har været en kirke på øen på dette tidspunkt.
Altertavlen og prædikestol i nyklassisk stil fra 1805 er udskåret af billedskæreren Jens Hiernø i Horsens. Over alteret er der en altertavle (nyklassisk) med et maleri af maleren Wenzel Ulrik Tornøe forestillende Jesus ved Nadveren. På alteret står et alterbæger af sølv, som er skænket kirken af Jacob Sørensen, Glud i året 1641. Desuden findes der to gamle messinglysestager og en syvarmet lysestage af malm, skænket kirken af gårdejer N. Vestergaard og hustru (omkring 1930). Nytår 1960 modtog kirken en smuk dåbskande i sølv af en anonym giver.
Kirkeskibet fra 1955 er en model af et vikingeskib, der henviser til øens skibssætninger. Orgelet fra 1839 er fremstillet af orgelfirmaet Marcussen & Søn, Aabenraa. Kirkebøssen ved vestvæggen er forarbejdet af træ og beslået med jern. På kirkeloftet er der bevaret en ligbåre, som har været anvendt til at bære ligkisten på det sidste stykke vej til kirken.

## Eksterne kilder og henvisninger
- Wikimedia Commons har flere filer relateret til Hjarnø Kirke
- Hjarnø Kirke hos KortTilKirken.dk
- Hjarnø Kirke i bogværket Danmarks Kirker (udg. af Nationalmuseet)